# Diocesi di Lescar

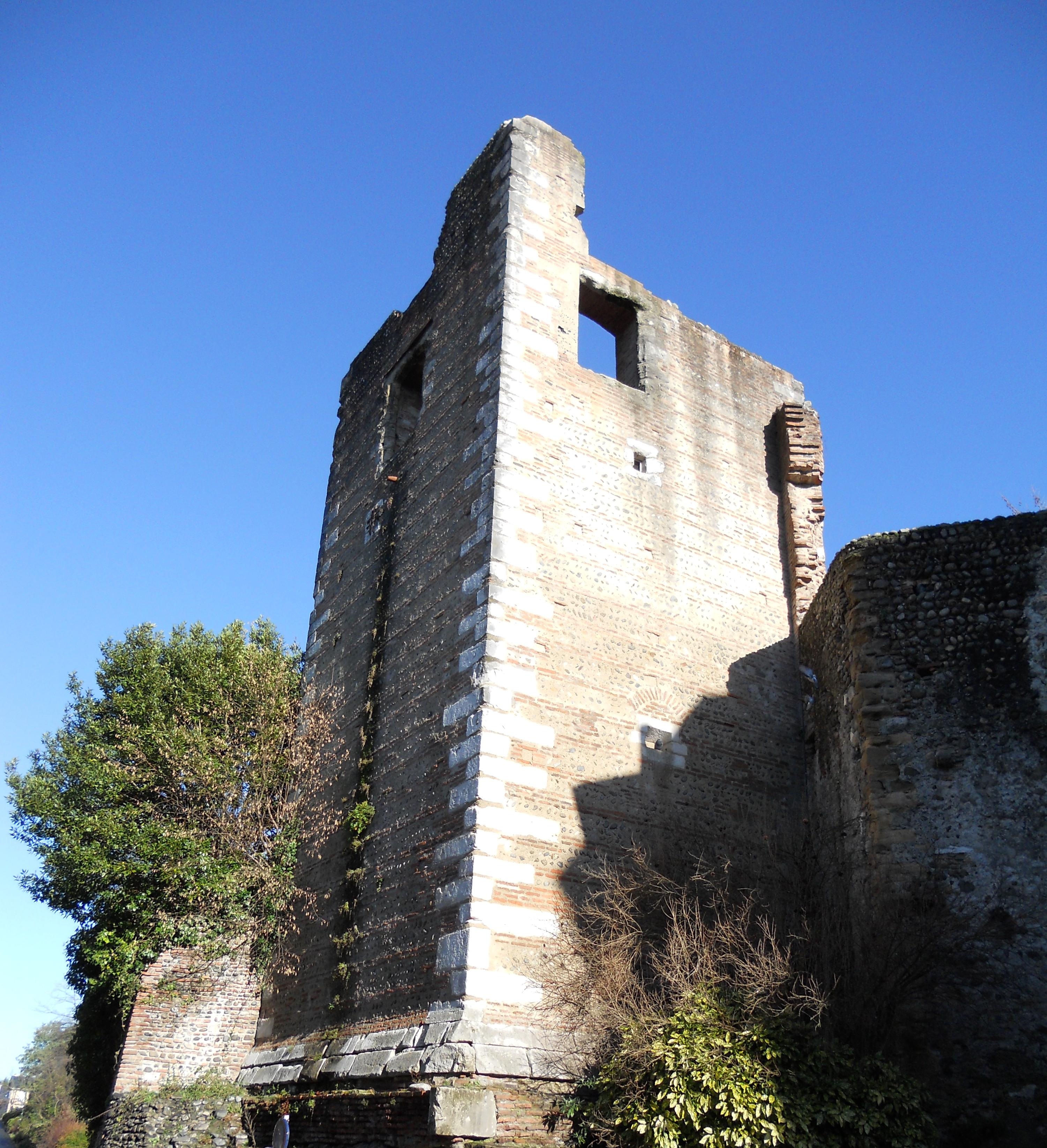
La tour de l'évêché è tutto ciò che resta dell'antico palazzo episcopale di Lescar, distrutto durante la rivoluzione francese.

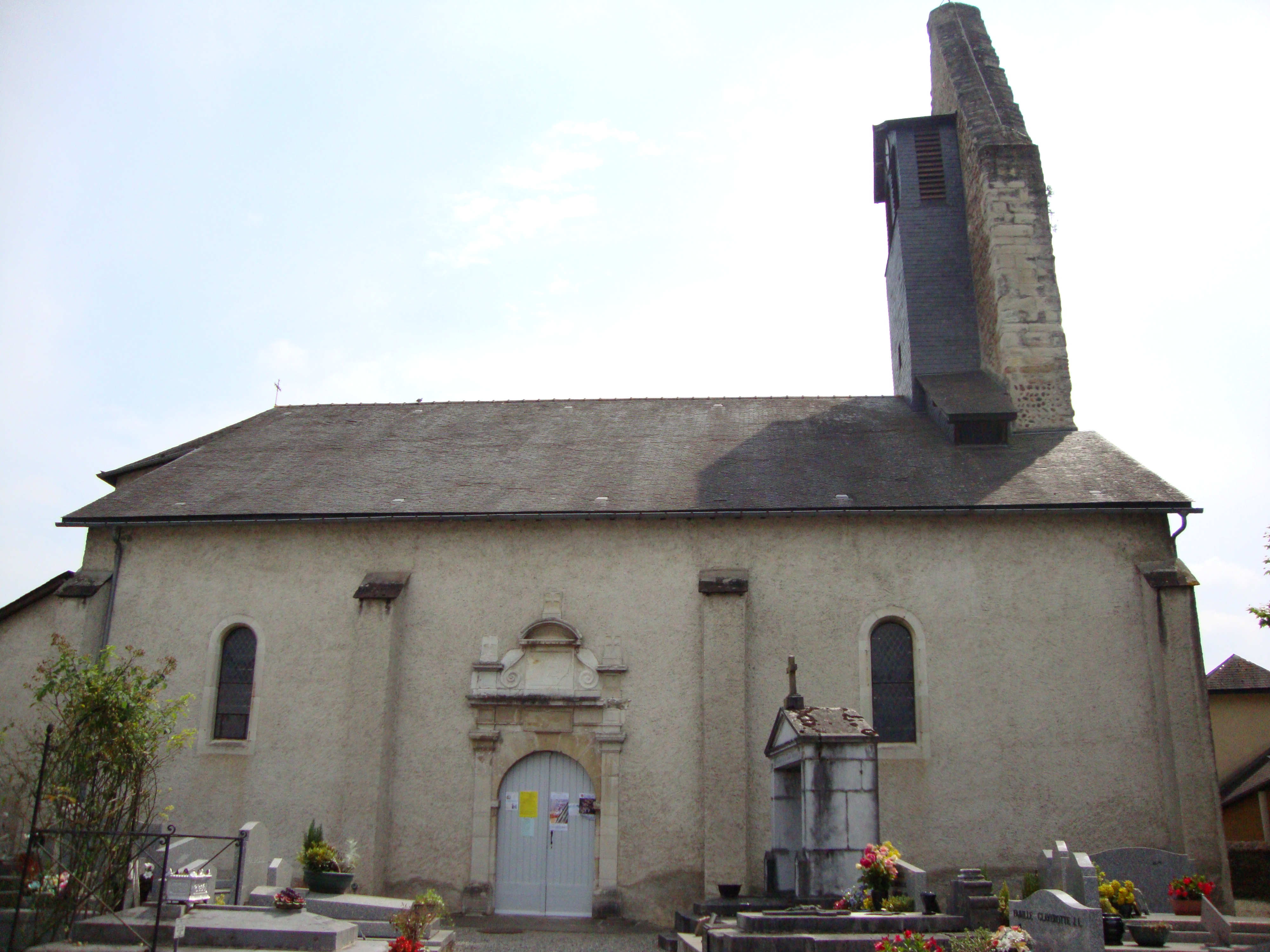
La chiesa di San Giuliano di Lescar, edificata nel 1649 sui resti di una chiesa più antica, distrutta dai protestanti e risalente al 1030.

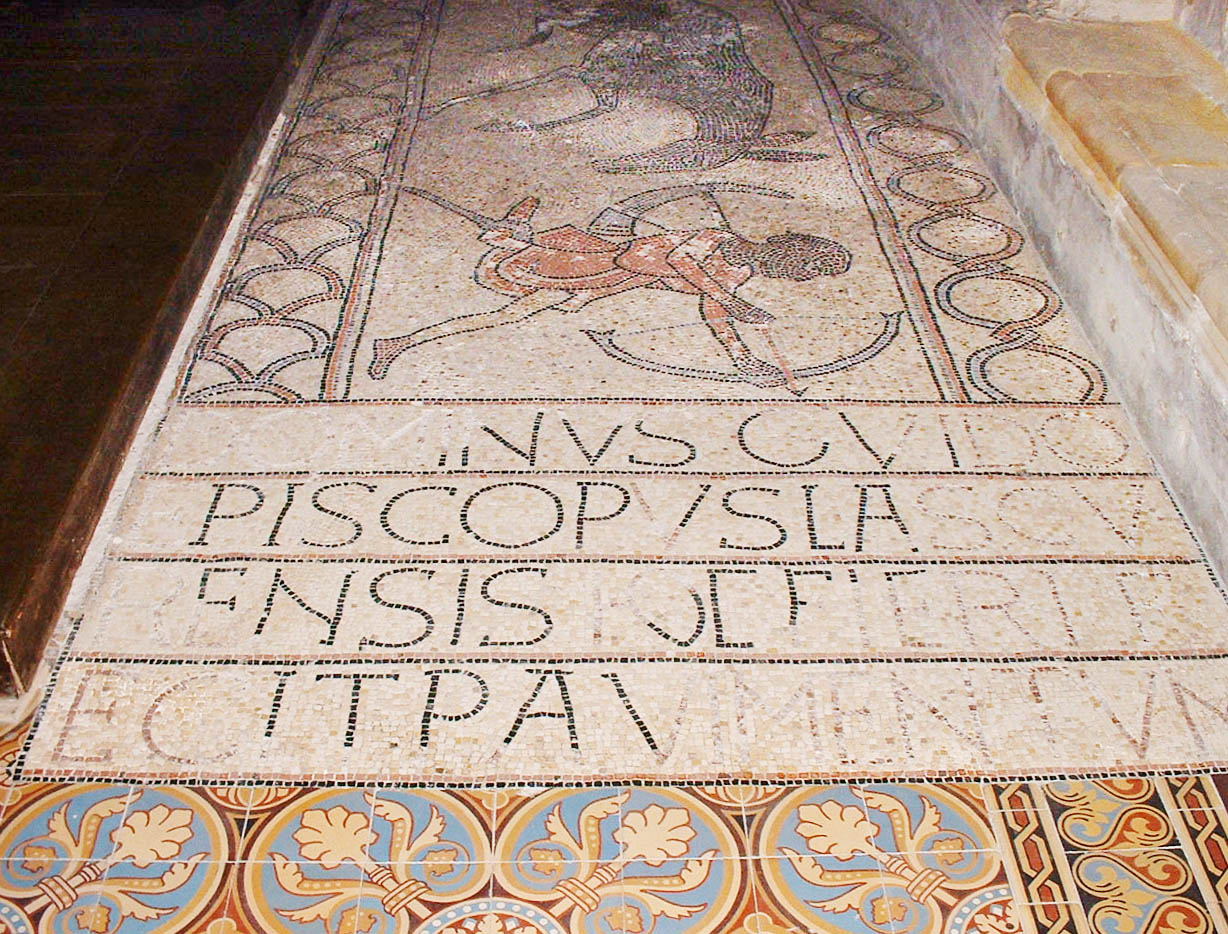
Mosaico della cattedrale di Notre Dame di Lescar, dove è indicato il nome del vescovo Guy de Lons: Do[m]inus Gui[do, e]piscopus La[scurr]ensis, [ho]c fie[ri juss]it pav[imentum].

La diocesi di Lescar (in latino: Dioecesis Lascurrensis) è una sede della Chiesa cattolica soppressa il 29 novembre 1801, il cui territorio, da quella data, passò sotto la giurisdizione della diocesi di Bayonne.

## Territorio
La diocesi comprendeva la parte settentrionale della regione storica del Béarn. Confinava a nord con l'arcidiocesi di Auch e le diocesi di Aire e di Dax, a est con la diocesi di Tarbes, a sud e a ovest con quella di Oloron.
Sede vescovile era la città di Lescar, dove fungeva da cattedrale la chiesa dell'Assunzione di Maria Vergine.
Nel 1763 la diocesi comprendeva circa 200 parrocchie, suddivise in cinque arcidiaconie: Lescar, Soubestre, Larbaig, Batbielle e Vic-Bilh.

## Storia
La civitas Benarnensium, così chiamata nella Notitia Galliarum databile all'inizio del V secolo, nota anche come Beneharnum nell'itinerario antonino o come Benarnum in Gregorio di Tours, era una delle città che costituivano la provincia romana della Novempopulana.
Incerte sono le origini della diocesi. Secondo la tradizione, evangelizzatore, fondatore della diocesi e primo vescovo sarebbe stato san Giuliano, inviato nel Béarn da Leonzio di Treviri agli inizi del V secolo.
L'esistenza della diocesi è attestata con certezza dagli inizi del VI secolo, suffraganea dell'arcidiocesi di Eauze. Sono solo tre i vescovi noti dei primi secoli: san Galattorio, che partecipò al concilio di Agde del 506 e che, secondo la tradizione, sarebbe stato ucciso l'anno successivo mentre si apprestava a difendere la città di Beneharnum dall'assalto dei Visigoti; Savino, che prese parte al concilio di Mâcon del 585; e Salvio, che assistette al concilio di Bordeaux del 673/675.
Dopo Salvio, a causa delle distruzioni operate prima dai Saraceni (732) e poi dai Normanni (841), non sono più noti vescovi di Beneharnum fino all'XI secolo, quando oramai al posto dell'antica civitas romana era sorta la moderna città di Lescar (verso la fine del X secolo).
Alcuni studiosi nell'Ottocento hanno avanzato l'ipotesi che tra il X e l'XI secolo, in concomitanza con la nascita del ducato di Guascogna, le diocesi della parte occidentale della Novempopulana (Lescar, Bayonne, Oloron, Aire e Dax) abbiano costituito un'unica grande diocesi, con il nome di diocesi di Guascogna con probabile sede a Bazas. Sono tre i vescovi noti che le fonti chiamano episcopi Vasconiae seu Vasconensis: Gombaldo, Arsio Raca e Raimondo il vecchio. Il concilio di Tolosa del 1058 mise fine a questa situazione irregolare, restaurando tutte le antiche sedi episcopali, spesso vacanti da lungo tempo, come quella di Lescar. Primo vescovo della sede restaurata fu Grégoire, che poté entrare in diocesi solo dopo che Raimondo il vecchio accettò di sottomettersi alle decisioni del concilio; a lui si deve la ricostruzione della diocesi e l'introduzione della riforma gregoriana.
A partire da questo momento la diocesi entrò a far parte della provincia ecclesiastica di Auch. I suoi vescovi divennero anche signori di Lescar, ed erano presenti agli Stati generali del Béarn che, a più riprese, si riunivano nella città, e primi consiglieri del Parlamento di Pau.
Attorno al 1120 fu iniziata la costruzione della cattedrale ad opera del vescovo Guy de Lons. L'edificio fu distrutto e ricostruito più volte. A partire dal XV secolo la chiesa ospitò le tombe reali dei re di Navarra, che, date per disperse, furono ritrovate durante gli scavi archeologici del 1928-1929.
Il capitolo della cattedrale, istituito probabilmente dal vescovo Grégoire, fu sottomesso nel 1101 dal vescovo Sanche I alla regola di Sant'Agostino; venne secolarizzato con una bolla di papa Paolo III il 15 aprile 1537. I nuovi statuti del capitolo furono pubblicati dal vescovo Jean-Henri de Salette nel 1643.
Nella seconda metà del Cinquecento nel Béarn, che faceva parte del regno di Navarra, fu introdotto il protestantesimo grazie alla conversione alla nuova fede della regina Jeanne d'Albret. Nel 1563 nella cattedrale di Lescar fu celebrata la liturgia con il nuovo culto. Nel 1570 la regina decretò la soppressione del cattolicesimo, la proibizione dell'esercizio del culto cattolico e la confisca dei beni della Chiesa. Il culto cattolico verrà ristabilito solo alla fine del secolo.
La riforma cattolica, introdotta nel Béarn dopo l'editto di Fontainebleau del 1599, privò progressivamente i protestanti di tutti i privilegi acquisiti al tempo della regina Jeanne d'Albret. I vescovi, soprattutto quelli della famiglia de Salette (1609-1658), si adoperarono per riaffermare la religione cattolica con la pubblicazione di un catechismo della diocesi di Lescar e l'istituzione o il riconoscimento di confraternite di ispirazione tridentina. Il seminario venne fondato nel 1688 dal vescovo Dominique Deslaux ed affidato ai Lazzaristi, ma con scarse risorse, cosa che impedì di ricevere un numero più elevato di studenti: nel 1704 si contano 30 seminaristi, ma nel 1786 solo 6.
La diocesi fu soppressa in seguito al concordato con la bolla Qui Christi Domini di papa Pio VII del 29 novembre 1801. L'ultimo vescovo, Marc-Antoine de Noé, era emigrato nel 1790 in Inghilterra e rinunciò alla diocesi nel 1801. L'11 aprile 1802 fu nominato vescovo di Troyes.
Dal 22 giugno 1909 ai vescovi di Bayonne è concesso di aggiungere al proprio titolo quello di vescovi di Lescar.

## Cronotassi dei vescovi
- San Giuliano I ? † (inizio V secolo)
- San Galattorio † (menzionato nel 506)
- Savino † (menzionato nel 585)
- Salvio † (menzionato nel 673/675)[9]
- Episcopi Vasconiensis :
  - Gombaldo † (menzionato nel 977)
  - Arsio Raca † (menzionato nel 982)
  - Raymond le Vieux † (prima del 1033 - 1058 deposto)
- Grégoire †  (circa 1061 - 1072 deceduto)
- Bernard I † (prima del 1075 -1080 deceduto)
- Sanche I † (prima del 1095 - 1115)
- Guy de Lons † (1115 - maggio 1141 deceduto)
- Raymond d'Assade † (prima del 1147 - dopo il 1154)
- Robert I de Saint-Jean † (menzionato nel 1165)
- Eudes I (od Odon) † (menzionato nel 1168)
- Guillaume I † (menzionato nel 1170)
- Sanche Aner (o Sanzanier de Gerderest)  † (prima del 1179 - dopo il 1181)
- Bertrand I † (menzionato nel 1201)
- Arsias † (prima del 1205 - 13 agosto 1213 deceduto)
- Raymond de Bénac † (1213 - dopo il 1220)
- A. (Amanieu ?) † (menzionato nel 1221)
- Sanche † (prima del 1232 - 1247)
- Bertrand de La Mothe † (1247 - dopo il 1268 deceduto)
- Arnaud de Morlanne (o de Morlaas) † (17 marzo 1286 - 1292 deceduto)
- Raymond Arnaud Ogier † (1293 - 1301 deceduto)
- Arnaud d'Arbus † (1303[10] - dopo il 1317 deceduto)
- Guillaume II † (menzionato nel 1321)
- Raymond d'Andoins il Vecchio † (31 maggio 1320 - 1347 o 1348 deceduto)
- Arnaud-Guillaume d'Andoins † (17 settembre 1348 - 1361 deceduto)
  - Raymond d'Andoins il Giovane † † (1362 - 1362 deceduto) (vescovo eletto)
- Odon de Mendousse † (18 gennaio 1363 - 1401 deceduto)
- Jean I † (menzionato nel 1402)
- Pierre † (21 novembre 1403 - 20 novembre 1405 nominato vescovo di Maguelone)
- Jean II de Alzeno † (20 novembre 1405 - ? deceduto)
- Pierre de Foix, O.F.M. (detto il Vecchio)[11] † (23 ottobre 1409 - 1422 dimesso)
- Jean de Fabri † (11 settembre 1422 - 18 maggio 1425 nominato vescovo di Couserans)
- Arnaud de Saliers † (18 maggio 1425 - dopo il 1427)
  - Pierre di Foix[12] † (26 gennaio 1433 - 13 dicembre 1464 deceduto) (amministratore apostolico)
  - Arnaud d'Abadie † (21 giugno 1465 - ? deceduto) (vescovo eletto)
- Jean de Lévy † (20 maggio 1467 - ? deceduto)
- Robert d'Epinay † (12 agosto 1482 - 1º ottobre 1488 nominato vescovo di Nantes)
- Bonifacio Peruzzi † (1º ottobre 1488 - prima del 1502 deceduto)
  - Amanieu d'Albret † (6 ottobre 1507 - 20 giugno 1515 dimesso) (amministratore apostolico)
- Jean de La Salle † (20 giugno 1515 - ? deceduto)
- Paul de Béarn (o de Foix) † (10 ottobre 1522 - 1530 deceduto)
- Jacques de Foix † (13 novembre 1534 - 1553)
- Jean de Capdeville † (1554 - 1555)
  - Georges d'Armagnac † (1555 - 1556 dimesso)[13] (amministratore apostolico)
- Louis d'Albret † (25 gennaio 1556 - 11 dicembre 1566 deposto)
  - Sede vacante (1566-1572)
- Jean Jagot † (3 marzo 1572 - 1590 dimesso)
  - Sede vacante (1590-1599)
- Jean-Pierre d'Abadie † (4 giugno 1599 - 8 maggio 1609 deceduto)
- Jean de Salette † (6 luglio 1609 - prima del 3 agosto 1625 dimesso)
  - Sede vacante (1625-1629)
- Jean-Henri de Salette † (12 febbraio 1629 - 21 giugno 1658 deceduto)
- Jean de Haut de Salette † (30 settembre 1658 - 18 aprile 1681 deceduto)
- Dominique Deslaux de Mesplès † (1º dicembre 1681 - 23 gennaio 1716 deceduto)
- Martin de Lacassaigne † (5 dicembre 1718 - 13 gennaio 1729 deceduto)
- Hardouin de Châlons † (23 dicembre 1729 - 28 ottobre 1762 deceduto)
- Marc-Antoine de Noé † (16 maggio 1763 - 1801 dimesso[14])
  - Sede soppressa